# 목인해
목인해(睦仁海, ? ~1408년)는 조선 전기의 무신이다. 제1차 왕자의 난, 제2차 왕자의 난 등과 관련된 인물이다. 태종의 차녀인 경정공주의 남편이자 개국공신 조준의 아들 조대림을 모함했다가 능지처참 당했다. 목인해는 조대림의 집에 출입하던 관노 출신이었고 조대림을 이용하여 출세를 도모하는데 총제(조선 삼군 도총제부에 두었던 버금 벼슬아치·지금의 부사령관) 조대림에게 군사를 움직이게 함으로써 조대림을 반역자로 몰아 공을 세우고자 했고 그런 목인해의 모함 때문에 조대림은 국문을 당했으나 의금부의 수사결과 조대림이 목인해의 계략에 넘어간 것으로 밝혀졌다.

## 생애
제1차 왕자의 난, 제2차 왕자의 난 등과 관련된 인물이다. 태종의 차녀인 경정공주의 남편이자 개국공신 조준의 아들 조대림을 모함했다가 능지처참 당했다. 목인해는 조대림의 집에 출입하던 관노 출신이었고 조대림을 이용하여 출세를 도모하는데 총제(조선 삼군 도총제부에 두었던 버금 벼슬아치·지금의 부사령관) 조대림에게 군사를 움직이게 함으로써 조대림을 반역자로 몰아 공을 세우고자 했고 그런 목인해의 모함 때문에 조대림은 국문을 당했으나 의금부의 수사결과 조대림이 목인해의 계략에 넘어간 것으로 밝혀졌다.

## 가계
- 아버지 : 사천 목씨(泗川 睦氏)
- 어머니 : 미상
  - 무신 : 목인해(睦仁海)
  - 부인 : 미상
    - 자녀 : 사천 목씨(泗川 睦氏)

## 목인해가 등장하는 작품
- 《추동궁 마마》 (KBS, 1983년~1983년, 배우 : 백인철)

## 참고 문헌
- 태종실록(太宗實錄)